# Oqsuv
Der Oqsuv (auch Oqdaryo; russisch Акдарья́/Akdarja oder Аксу/Aksu; deutsch: „weißes Wasser“) ist ein linker Nebenfluss des Qashqadaryo in Usbekistan.
Der Oqsuv entspringt im Baisuntau-Gebirgszug im Westen des Hissargebirges. Er fließt in überwiegend westnordwestlicher Richtung durch die Provinz Qashqadaryo. Bei Rudak wird er von einer Talsperre aufgestaut. Der Oqsuv durchfließt die Stadt Kitob und mündet kurz darauf in den Qashqadaryo.
Der Oqsuv hat eine Länge von ungefähr 150 km. Er entwässert ein Areal von 1280 km². Der Fluss wird von der Schneeschmelze und vom Schmelzwasser der Gletscher gespeist. Zwischen Mai und Juli führt der Fluss die höchsten Abflüsse. Der mittlere Abfluss am Pegel Chasarnowa beträgt 11,8 m³/s. Ein Teil des Flusswassers wird zu Bewässerungszwecken abgeleitet.